# آچه سینگ‌کیل ریجنسی
آچه سینگ‌کیل ریجنسی (به لاتین: Aceh Singkil Regency) در اندونزی است که در آچه واقع شده‌است.

## خصوصیات
آچه سینگ‌کیل ریجنسی ۲٬۵۹۷ کیلومترمربع مساحت و ۱۰۲٬۲۱۳ نفر جمعیت دارد.